# 圣加布里埃尔 (路易斯安那州)
圣加布里埃尔（英語：St. Gabriel）是美国路易斯安那州下属的一座城市。根据2010年美国人口普查，该市有人口6,677人。建置上，属于“city”。